# She Stoops to Conquer (film fra 1914)
She Stoops to Conquer er en britisk stumfilm fra 1914 af George Loane Tucker.

## Medvirkende
- Henry Ainley som Marlow
- Jane Gail som Kate Hardcastle
- Gregory Scott som Jeremy
- Charles Rock som Hardcastle
- Wyndham Guise som Tony Lumpkin